# Abd al Haqq Kielan
Abd al Haqq Kielan (arabiska عبدالحق كيلان), egentligen Leif Abdalhaqq Kielan, ursprungligen Leif Karlsson, född 22 juni 1941 i Eskilstuna, är en svensk imam verksam vid stora moskén i Eskilstuna och i riksförbundet Svenska islamiska samfundet.

## Biografi
Abd al Haqq Kielan kom först i kontakt med islam under en resa till Marocko 1963. Han konverterade 1984, varvid han även ändrade sitt namn till Abd al Haqq Kielan, som löst översatt från arabiska betyder "ödmjuk tjänare av sanningen".
Kielan är grundare och ordförande i Svensk Islamisk Samling (SISAM), som organiserar muslimska församlingar med över 20 000 medlemmar. Han är även ständig sekreterare i Svenska Islamiska Akademien (SIA). Han arbetar för dialog och integration mellan muslimer och andra grupper i samhället. Kielan är ansvarig utgivare för tidskriften Minaret.
Kielan var i egenskap av imam en av dem som höll i den ekumeniska gudstjänst som hölls i Storkyrkan innan Riksmötets öppnande den 18 september 2007. Han reciterade då öppningens sura, Al-Fatiha, ur Koranen på arabiska och därefter den svenska översättningen i Carl Johan Tornbergs tolkning.

## Kontroverser
Kielan fick kritik efter en intervju för webbtidningen Paraplyprojektet där det framstod som att han hade en nedvärderande kvinnosyn. I ett svar på kritiken publicerat i Kyrkans tidning 19 oktober 2006 menar han att artikeln i Paraplyprojektet gav en orättvis bild. Vidare skriver han: "Rakt på sak vill jag säga att jag ser kvinnor och män som fullständigt jämlika, lika mycket människor, samma mänskliga rättigheter. Denna syn har alltid präglat mitt arbete för muslimska kvinnors rättigheter i det svenska samhället.". Han hänvisar också till texter han har skrivit om jämställdhet i tidskriften Minaret.
Abdalhaqq Kielan har anklagat gävlemoskéns imam, Abo Raad, för att stå för "våldsuppmuntrande extremism", och för att ha försökt ta över Stora moskén i Eskilstuna med pengar från Qatar och Saudiarabien.